# アイファー・ジェームズ
アイファー・ジェームズ（Ifor James、1931年8月30日-2004年12月23日）はイギリスのホルン奏者。

## 略歴
1931年、イギリスのカーライル生まれ。父はコルネット奏者、母はソプラノ歌手という家庭に生まれ育つ。
4歳の時、ブラスバンドでコルネットを始める。7歳の時には、劇場で日雇いのトランペット奏者を務めていた他、カーライルの大聖堂でオルガンを弾いていたこともある。
1951年、ロンドンの王立音楽アカデミーに入学、オーブリー・ブレインにホルンを師事する。その間、ロンドンで度々ソロ活動を行う。
1952年から1960年の間、ハレ管弦楽団とロイヤル・リヴァプール・フィルハーモニック管弦楽団に所属。その後、ロンドンに移り住み、様々なオーケストラや室内オーケストラの首席ホルン奏者を務めた。
室内楽活動では、1966年から1980年の間、フィリップ・ジョーンズ・ブラス・アンサンブルに所属、少なくとも30回以上のレコーディングに参加している。
ソロ奏者としては、イギリス内外で積極的にツアー活動を行った。日本でも、1979年に来日した際、千葉県八千代市市民会館にてソロ曲集を収録している。
ソロと室内楽に重点を置き、世界の名だたるオーケストラと数多く共演すると共に、多くの作曲家が彼のために曲を捧げている。
教育者としても名高く、王立音楽アカデミーやマンチェスターの王立ノーザン・カレッジで教授職を務めた他、アバディーンにあるスコットランド音楽学校では27年間の長きに亘って後進の指導にあたった。1996年、ドイツのフライブルク国立大学を最後に教職を引退。2003年には、アバディーンのロバート・ゴードン大学から名誉教授の称号が贈られた。
彼の弟子は100人を超え、その内30人以上が世界中のオーケストラで活躍していると言われている。
本人談、「私がホルンを吹くのは歌えないから」と言う台詞は有名。

## 使用楽器
- パックスマン　アイファー・ジェームズ・モデル（B♭-C管上昇モデル）

## 主な作品
少数であるが、ホルン独奏のための作品を書き残している。
- 風車
- アルバート・ホール・ギャロップ

## その他
- バンドジャーナル-1979年12月号に彼のインタビューが紹介されている他、表紙に彼の演奏している姿が掲載されている。